# Phường I, Vị Thanh
Phường I là một phường thuộc thành phố Vị Thanh, tỉnh Hậu Giang, Việt Nam.

## Địa lý
Phường I nằm ở trung tâm thành phố Vị Thanh, có vị trí địa lý:
- Phía đông giáp huyện Vị Thủy
- Phía tây giáp Phường IV
- Phía nam giáp Phường III
- Phía bắc giáp Phường V.

Phường I có diện tích 2,82 km², dân số năm 2023 là 9.715 người, mật độ dân số đạt 3.445 người/km².
Phường I là phường trung tâm tại vị trí chợ Cái Nhum xưa; cũng là đô thị truyền thống hiện hữu của thành phố Vị Thanh và tỉnh Hậu Giang với kết cấu hạ tầng khá hoàn chỉnh.

## Hành chính
Phường I được chia thành 5 khu vực gồm: 1, 2, 3, 4, 5, 6.

## Lịch sử
Ngày 1 tháng 7 năm 1999, Chính phủ ban hành Nghị định số 45/1999/NĐ-CP về việc thành lập Phường I trên cơ sở điều 102,63 ha diện tích tự nhiên và 6.402 nhân khẩu thị trấn Vị Thanh cũ.
Ngày 23 tháng 9 năm 2010, Chính phủ ban hành Nghị quyết số 34/NQ-CP về việc thành lập thành phố Vị Thanh thuộc tỉnh Hậu Giang. Phường I trực thuộc thành phố Vị Thanh.
Ngày 3 tháng 7 năm 2015, UBND TP. Vị Thanh ban hành Quyết định về việc công nhận Phường I đạt chuẩn phường văn minh đô thị năm 2015.
Năm 2022, UBND TP. Vị Thanh ban hành Quyết định về việc công nhận Phường I đạt chuẩn phường văn minh đô thị nâng cao năm 2022.
Phường I có diện tích 0,75 km², dân số năm 2023 là 5.654 người và 4 khu vực: 1, 2, 3, 4.
Ngày 10 tháng 12 năm 2024, HĐND tỉnh Hậu Giang ban hành Nghị quyết 60/NQ-HĐND về việc:
- Đổi tên một phần khu vực 6, Phường III và khu vực 1, Phường V thành khu vực 5, Phường I.
- Đổi tên khu vực 5, Phường V thành khu vực 6, Phường I.

Phường I có diện tích 2,82 km², dân số năm 2023 là 9.715 người và 6 khu vực: 2, 3, 4, 5, 6.

## Kinh tế - xã hội
1. Siêu thị Coopmark Vị Thanh.
2. Trung tâm GDTX.